# UTC−09:00

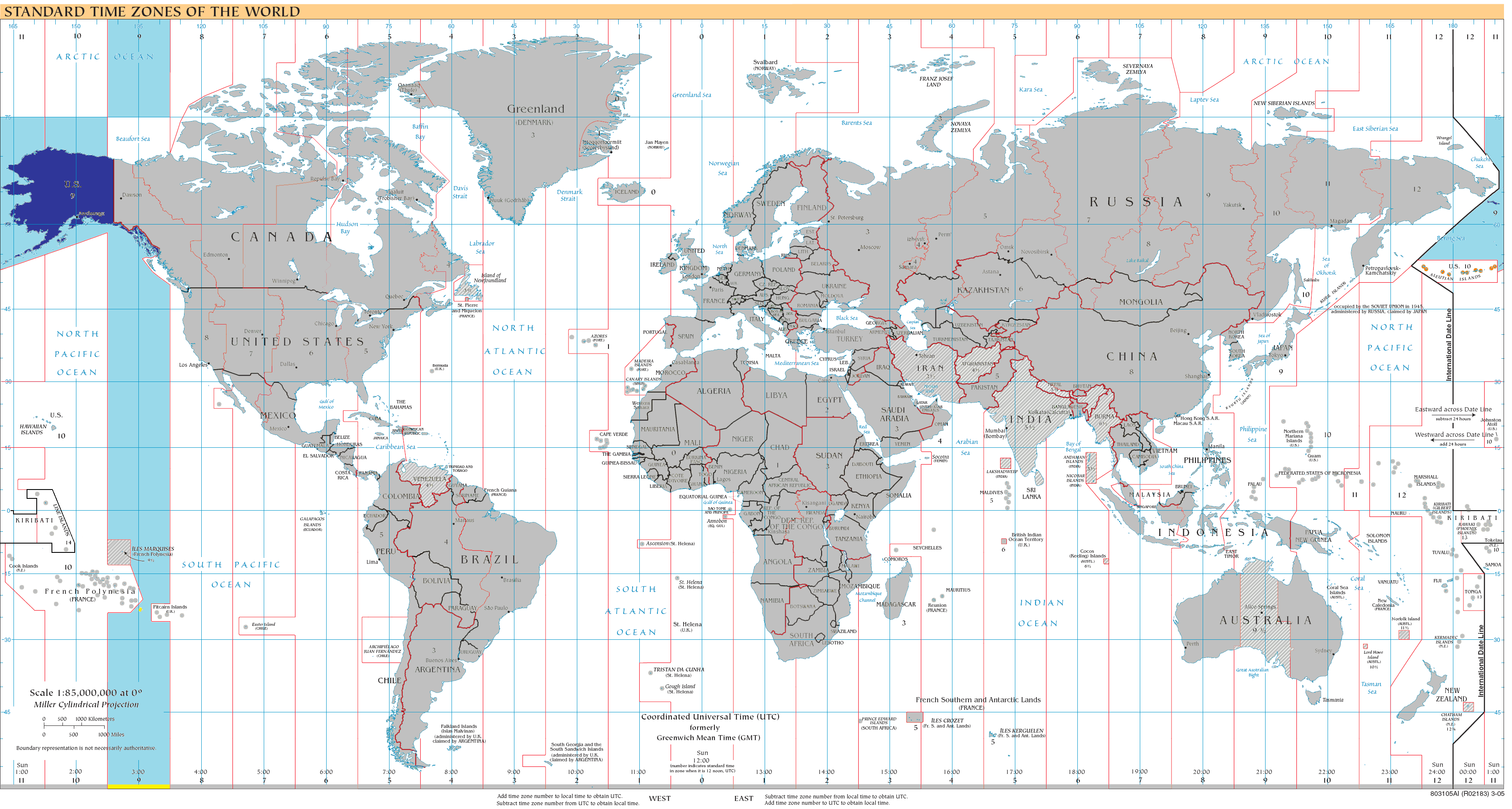
UTC-09:Blau (desembre), taronja (juny), groc (l'any sencer), blau clar (àrees marines)

UTC−09:00 és una zona horària d'UTC amb 9 hores de retard de l'UTC. El seu codi DTG és V -Victor.

## Zones horàries
- Hawaii - Aleutian Daylight Time (HADT)
- Gambier Time (GAMT)
- Alaska Standard Time (AKST)
- Yukon Standard Time (YST)

## Franges

### Temps estàndard (l'any sencer)
- França
  -  Polinèsia Francesa
    - Illes Gambier

### Temps estàndard (hivern a l'hemisferi nord)
Aquestes zones utilitzen el UTC-09:00 a l'hivern i el UTC-08:00 a l'estiu.
- Estats Units
  - Alaska (Excepte Illes Aleutianes a l'oest de 169° 30′ O i l'Illa de Sant Llorenç)

### Temps d'estiu (estiu a l'hemisferi nord)
Aquestes zones utilitzen el UTC-10:00 a l'hivern i el UTC-09:00 a l'estiu.
- Estats Units
  - Alaska
    - Illes Aleutianes (les illes a l'oest de 169° 30′ O)
    - Illa de Sant Llorenç

## Geografia
UTC-09 és la zona horària nàutica que comprèn l'alta mar entre 127.5°O i 142.5°O de longitud.